# 김오섭
김오섭(金五燮, 일본식 이름: 金本五郞, 1894년 ~ ?)은 일제강점기의 관료이다.

## 생애
출신지는 전라북도 남원군이다. 경성부로 유학하여 1914년에 선린상업학교를 졸업하였다.
학교 졸업 후 판임관 견습으로 목포부에서 근무하면서 조선총독부 관리가 되었다. 이듬해 군서기로 임용되어 광주군, 구례군, 남원군을 거쳐 익산군 서기로 재직하는 등 전라남북도 지역에서 근무했다.
조선총독부 전매국에서 잠시 일한 뒤 1933년에 총독부 군수로 발탁되어 진안군 군수에 임명되었다. 진안군수로 재직 중이던 1935년에 총독부가 편찬한 《조선공로자명감》에 조선인 공로자 353명 중 한 명으로 수록되어 있다. 조선총독부가 시정25주년을 기해 표창한 표창자 명단에도 포함되어 있다.
1934년에 일본 정부로부터 훈7등 서보장을 수여받는 등 이때까지 정8위 훈7등에 서위되어 있었다. 진안군수를 거쳐 고창군 군수가 되었고, 고창군수이던 1939년에는 정7위 훈6등에 서위되어 있었다.
2008년 발표된 민족문제연구소의 친일인명사전 수록예정자 명단 중 관료 부문에 포함되었다.

## 참고자료
- 김오섭(金五燮) - 국사편찬위원회